# 여성상위시대 (1969년 영화)
"여성상위시대"는 대한민국에서 제작된 신상옥 감독의 1969년 영화이다. 남정임 등이 주연으로 출연하였고 신상옥 등이 제작에 참여하였다.

## 출연

### 주연
- 남정임
- 남궁원
- 김지수

## 기타
- 조명: 마용천
- 미술: 정우택